# Martin Glamuzina
Martin Glamuzina (Rogotin, 16. prosinca 1941. – Metković, 22. studenog 2018.), hrvatski geograf izvanredni profesor i pročelnik Odjela za geografiju Filozofskog fakulteta u Zadru.

## Životopis
Rođen je u Rogotinu, gdje je završio prva četiri razreda škole. Više razrede osnovne škole i gimnaziju završio je u Pločama. Na Prirodoslovno-matematičkom fakultetu u Zagrebu diplomirao je zemljopis i stekao diplomu profesora geografije 1967. godine. Potom se zaposlio u Gimnaziji u Metkoviću. Nakon reforme školstva, 1977. godine izabran je za direktora tadašnjeg Centra za usmjereno obrazovanje "Petar Levantin" u Metkoviću i na tome je mjestu ostao osam godina. Od 1975. do 1981. bio je gostujući predavač na Višoj pomorskoj školi u Splitu. Od 1985. do 1990. radio je u stručnoj službi Općine Metković. 
Godine 1981. magistrira na Odsjeku za geografiju Prirodoslovno-matematičkog fakulteta u Zagrebu s temom "Geografske značajke gospodarenja vodama u delti Neretve", a 1985. doktorira na istom fakultetu s tezom doktorske disertacije ""Promjene agrarnog pejsaža delte Neretve"". 
Od 1990. ponovno radi kao profesor u Gimnaziji Metković, gdje je uz profesorski rad obnašao i funkciju zamjenika ravnatelja. 
Od 1996. do 1998. bio je gostujući predavač na Odsjeku za geografiju Filozofskog fakulteta u Zadru. Godine 1998. izabran je u znanstveno-nastavno zvanje docenta za znanstvene discipline Demogeografija i Regionalna geografija. Godine 2003. izabran u znanstveno-nastavno zvanje izvanrednog profesora te je obnašao dužnost pročelnika Odjela za geografiju Sveučilišta u Zadru.

## Istraživačka djelatnost
Od 1998. radio je kao istraživač na projektu "Geografske osnove razvoja malih hrvatskih otoka" pri Ministarstvu znanosti i tehnologije Republike Hrvatske, a od 2002. voditelj je i glavni istraživač projekta Ministarstva znanosti i tehnologije pod nazivom "Kretanje stanovništva, naseljenosti i naselja Dalmatinske Zagore (Južne Hrvatske)". Višegodišnji je član uredništva časopisa "Geoadria" kojeg izdaje Hrvatsko geografsko društvo - Zadar i Odjel za geografiju Sveučilišta u Zadru, kao i časopisa za zemljopis, povijest i ekologiju "Meridijani" (ranije Hrvatski zemljopis). 
Autor je preko dvadesetak znanstvenih radova objavljenih u zemlji i inozemstvu i oko 25 recenzija udžbenika i znanstvenih radova.

### Izbor iz radova
- Glamuzina, M.: Promjene u biološkoj i ekonomskoj strukturi stanovništva južne Hrvatske (Dalmacije) od 1948. do 1991. godine, Geoadria, Zadar, 1996.
- Glamuzina, M.: Demografski aspekti nestajanja starih i stvaranja novih naselja u delti Neretve, Geoadria, Zadar, 1996.
- Glamuzina, M.: Promjene u prostornom razmještaju stanovništva u delti Neretve, Acta Geographia Croatica, Zagreb, 1997.
- Glamuzina, M.: Agrarne promjene u delti Neretve, Zbornik radova I. Hrvatskog geografskog kongresa, Zagreb, 1995.
- Glamuzina, M. – Glamuzina N.: Problem centralnog naselja u općini Gradac, Geoadria, HGD, Zadar, 3/1998.
- Glamuzina, M. – Šiljković, Ž.: Mogućnost uvođenja eko-poljoprivrede u delti Neretve, Socijalna ekologija, Zagreb, Vol. No 3. 1999.
- Glamuzina, M. – Šiljković, Ž., Topolnik, D.: The state and the prospects of railway development in Croatia; Promet, FPZ, Vo. 6, Zagreb, 1999.
- Glamuzina, M. – Šiljković, Ž.: Razvoj moderne cestovne mreže u tranzicijskim zemljama, Ceste i mostovi br. 5-8, god. 45, Zagreb, svibanj – kolovoz 1999.
- Glamuzina, M. – Šiljković, Ž.: The presumption of Croatian entry into the European traffic system in the 21. century, ISTIEE, Trieste, 1/2000.
- Glamuzina, M. – Glamuzina, N. - Šiljković, Ž.: Problems of water supply in the coast – insular of the Zadar region, Period. biol. Vol. 102, Zagreb, 2000.
- Glamuzina, M. – Mamut, M. – Šiljković Ž.; Modern transformation in the area of the coastal zone of the Neretva delta under the influence of melioration and hidrotehnical intervention, Period. biol. Vol. 102, Zagreb, 2000.
- Glamuzina, M. – Glamuzina, N., - Mamut, M.: The tourist evaluation of the Neretva delta, Period. Vol. 102, Zagreb, 2000.
- Glamuzina, M. – Glamuzina, N.: Suvremena geografska problematika otoka Lopuda i Koločepa, Geoadria, HGD, Zadar, 4/1999.
- Glamuzina, M. – Glamuzina, N. – Glamuzina, B.: Changes of the living water resources use in the Neretva delta (Croatia) under the influence of different management strategies; Seas and Oceans, Volume 1, Szczecin – Poland, 2001.
- Glamuzina, M. – Šiljković Ž.: Linking north Croatia with Adriatic ports by introducing new transport technology and new traffic road; Seas and Oceans, Volume 1, Szczecin – Poland, 2001.
- Glamuzina, M. – Glamuzina, N.: Socio-economic and demographic characteristics of remote south-eastern Adriatic islands NTNU, Trondheim, Norway, Colleqium Reguzinum, Dubrovnik, R/D Center for Mariculture, Ston, Dubrovnik, Croatia 3-7. 10. 2001. – časopis Naše more, Vol. 48, 5-6, 2001.
- Glamuzina, M. – Glamuzina, B.: Management of the Neretva river estuary past and future of a rich and fragile natural heritage, NTNU, Trondheim, Norway, Colleqium Reguzinum Dubrovnik, R/D Center for Mariculture, Ston, Dubrovnik, Croatia, 3-7. 10. 2001. -  časopis Naše more, Vol. 48, 5-6, 2001.
- Glamuzina, M. – Glamuzina, N. – Mamut, M.: What Are the Perspectives of Metković and Ploče Port (Croatia) with Reference to New Geogstrategic Division in Southeastern Europe?, 6th International Symposium Littoral 2002, Porto, 22. – 26. rujna 2002.
- Glamuzina, M. – Glamuzina, N. – Mamut, M.: The Water Supply of the Middle Dalmatian Islands (Croatia) – Regional Water Supply-System Neretva-Pelješac-Korčula-Lastovo-Mljet, 6th International Symposium Littoral 2002, Porto, 22. – 26. rujna 2002.
- Glamuzina, M. – Vidović, M. – Graovac, V.: The System of Waters in the Neretva Delta (Croatia) – Use, Pollution and Protection, 6th International Symposium Littoral 2002, Porto, 22. – 26. rujna 2002.
- Glamuzina, M. – Feletar, D.: Die kroatisch-ungarische Grenze auf alten Landkarten, Geoadria, br. 6/2001.
- Glamuzina, M. – Faričić, J.: Donjoneretvanski kraj na Coronellijevim kartama u "Atlante della Republice di Venezia", Acta Geographica, PMF, Odsjek za geografiju, Zagreb.
- Feletar, D. – Glamuzina, M.: Prostorna distribucija zaposlenosti i nezaposlenosti kao pokazatelj diferenciranosti na prostoru Hrvatske, Podravina 2/2002.
- Graovac, V. – Glamuzina, M.: Contemporary Dynamics and Population Structures of Former Obrovac Area, Geoadria, 7/1, Zadar, 2002.
- Faričić, J., Šiljković, Ž., Glamuzina, M. (2005.): Agrarian Changes in Lower-Neretvian Area from the Eighteenth to the Twentieth Century, Agricultural History, vol. 79, br. 2, 193-220;